# Zhang Lie
Zhang Lie (張烈T, 张烈S, Zhāng LièP; Shenyang, 25 febbraio 1982) è un ex calciatore cinese, di ruolo portiere.